# FALSE
FALSE è un linguaggio di programmazione esoterico ideato da Wouter van Oortmerssen nel 1993, chiamato così in onore del valore booleano, il preferito dall'autore. 
Il linguaggio è simile al Forth ma con una sintassi creata in modo da rendere il codice intrinsecamente offuscato, confuso e illeggibile. È anche noto per avere un compilatore di soli 1024 byte (scritti in 68000 Assembly). Secondo van Oortmerssen, FALSE è stato fonte di ispirazione per vari altri linguaggi esoterici molto noti, come brainfuck e Befunge.

## Esempi di Codice
Programmi di esempio presi dalla pagina web del linguaggio FALSE:
Hello, world!:
```
\"Hello, world!
\"
```

Utility per la copia dei file. Utilizzo: copy <file di input >file di output
```
ß[^$1_=~][,]#
```

Calcola il fattoriale per i numeri da 1 a 8:
```
[$1=~[$1-f;!*]?]f:   { fac() in FALSE }
\"calculate the factorial of [1..8]: \"
ß^ß\'0-$$0>~\\8>|$
\"result: \"
~[\\f;!.,]?
[\"illegal input!\"]?\"
\"
```

Scrivi i numeri primi fino a 100: 
```
99 9[1-$][\\$@$@$@$@$@\\/*=[1-$$[%\\1-$@]?0=[\\\$.\' ,\\\']?]?]#
```